# 覆
覆（ふく）（梵: mrakṣa、ムラクシャ）は、仏教が教える煩悩のひとつ。
自己の誤ちの隠蔽。利益を失う・不利益を蒙ることを恐れて、自分が為した罪を隠すこと。
しかし、自分の為した罪を隠す人は、後に、必ず悔い悲しむ。 
説一切有部の五位七十五法のうち、小煩悩地法の一つ。唯識派の『大乗百法明門論』によれば随煩悩位に分類され、そのうち小随煩悩である。